# 児島仁
児島 仁（こじま まさし、1930年〈昭和5年〉12月5日 - 2023年（令和5年）5月31日）は日本の実業家。第3代日本電信電話株式会社（NTT）代表取締役社長。位階は従三位、旭日大綬章受章。

## 人物・経歴
北海道深川市生まれ。北海道立札幌第一中学校（現北海道札幌南高等学校）を経て、1953年北海道大学法経学部卒業。なお、ベストセラー作家の増田俊也は大学の後輩にあたる。日本電信電話公社入社。1980年職員局長。1983年総務理事。「電電公社始まって以来の乱暴者」と評されるほどの武闘派で知られ、郵政省の公社分割案に反対し、大学の後輩にあたる郵政省の五十嵐三津雄との折衝にあたるなどした。
日本電信電話公社民営化に尽力し、1985年に日本電信電話が設立されると常務に就任し、翌年の1986年には副社長に昇格。1990年から代表取締役社長を務め、当時NTT法の制約がある中海外事業の展開などを進めた。また、郵政省に対しては、引き続きNTT分割案への反対を示し対峙した。1996年取締役相談役に退く。2003年特別顧問。2010年旭日大綬章受章。
2023年5月31日、肺炎のため、死去した。92歳没。死没日付をもって従三位に叙された。

## 著書
- 『怒りを発する者は愚か』産経新聞ニュースサービス 2004年